# Windpark Markbygden
Der Windpark Markbygden ist ein in Bau befindlicher Windparkcluster nahe der nordschwedischen Stadt Piteå. Er besteht aus verschiedenen Teilflächen, die in drei Bauphasen und ein Pilotprojekt unterteilt sind. Geplant wird das Projekt von Svewind, ein Teil der Flächen wurde an teils unbekannte Eigentümer veräußert. Insgesamt sollen etwa 1100 Windkraftanlagen mit einer installierten Leistung von mehr als 4 GW installiert werden. Es wird daher auch unter der Marke 1101* vermarktet. Mit Stand Juni 2018 haben alle Bauphasen die Baugenehmigung erhalten.

## Bauphasen

### Pilotphase
Die Vorausphase besteht aus folgenden zwei Projekten:
- Dragaliden – Die 12 Windkraftanlagen haben insgesamt eine installierte Leistung von 24 MW. Der Windpark befindet sich seit Dezember 2010 in Vollbetrieb, 2 der Anlagen gingen schon Ende 2008 in Betrieb.
- Stor-Blåliden	– Straßenbau begann 2014, Baubeginn war 2016, 8 Turbinen sollen errichtet werden.

### Phase 1
Bauphase 1 besteht aus den drei unterschiedlichen Teilflächen Ersträsk, Skogberget und Markbygden ETT (schwedisch: Eins), die eine installierte Leistung von 183, 84 und 650 MW haben. In Summe sind 314 Turbinen mit insgesamt 917 MW Leistung geplant. Sowohl Ersträsk als auch Markbygden ETT sind mit Stand Juni 2018 in Bau.
Mit seinen 650 MW soll Markbygden ETT der größte zusammenhängende Windpark in Europa werden. Installiert werden dort 179 Windkraftanlagen des Typs GE 3.6-137, die aufgrund der Umweltbedingungen am Standort mit einem Rotorblattenteisungssystem ausgestattet werden. Für diese Teilfläche wurde mit dem Aluminiumproduzenten Norsk Hydro ein Stromabnahmevertrag über 19 Jahre geschlossen. Norsk Hydro will auf diese Weise den Einkaufspreis für einen großen Teil seiner benötigten elektrischen Energie konstant halten. Im Juli 2018 übernahm die China Guangdong Nuclear Power Group 75 % der Anteile an dem 179 Windkraftanlagen umfassenden Projekt.
In der Teilfläche Ersträsk stehen mit Stand November 2018 26 Windkraftanlagen des Typs Enercon E-103 EP2 mit einer Leistung von je 2,35 MW. Zudem sollen bis Ende 2019 noch 42 Anlagen des Typs Enercon E-126 EP3 mit 3 MW Nennleistung errichtet werden. Im Herbst 2021 hat die irische Investmentfirma Greencoat Renewables von der Enercon GmbH die Erstrask South Windfarm mit 101 MW Leistung übernommen.
Skogberget wurde bereits 2013 fertiggestellt und besteht ebenfalls aus Enercon-Anlagen. Dort kamen 36 Anlagen des Typs Enercon E-92 mit zusammen 84,6 MW zum Einsatz.

### Phase 2
Bauphase 2 erhielt Ende 2015 die Baugenehmigung. Derzeit werden 201 Enercon E-138 EP3 dort aufgestellt. Das Projekt wird von Enercon entwickelt und ist mit Stand November 2018 in Bau. Es soll 1,1 GW umfassen, erste Bodenarbeiten haben bereits begonnen. Fertiggestellt soll es im dritten Quartal 2021 werden, der Netzanschluss soll ab Juli 2020 vorhanden sein. Ein Umspannwerk mit einer Kapazität von 1,3 GW wird in Trolltjärn errichtet. Netzbetreiber ist Svenska kraftnät.

### Phase 3
Bauphase 3 soll die Installation von 442 Windkraftanlagen mit zusammen ca. 1,8 GW an installierter Leistung umfassen. Diese Ausbauphase erhielt zunächst im Jahr 2016 Baurecht. Nach einer Klage wurde dieses zunächst ausgesetzt, die ursprüngliche Genehmigung aber im Juni 2018 bestätigt.

## Rekonstruktion von Markbygden Ett AB 2023
Der Windpark Markbygden besteht aus mehreren Teilflächen, darunter Markbygden Ett AB, der im Eigentum von China General Nuclear Power Group Europe Energy (CGNEE) und BNR Infrastructure ist, die wiederum der GE Capital und Silk Road Fund China gehört. Hydro Energi AS unterzeichnete 2017 einen langfristigen Stromabnahmevertrag (PPA) mit Markbygden Ett AB für eine jährliche Grundlastversorgung von 1,65 TWh im Zeitraum 2021–2039. Der Vertrag war ein wichtiger Wegbereiter für die Finanzierung und Entwicklung des Onshore-Windparks Markbygden westlich von Piteå in Nordschweden. Die jährliche Produktion des Parks wurde auf 2,2 TWh geschätzt. Aufgrund deutlich geringerer als erwarteter Produktionsmengen und daraus resultierender finanzieller Herausforderungen war Markbygden Ett AB seit dem 6. Februar 2023 nicht in der Lage, gemäß dem PPA Strom an Hydro zu liefern. Markbygden Ett führt seine Zahlungsschwierigkeiten auf einen äußerst unrentablen Stromvertrag mit dem norwegischen Unternehmen Hydro Energi zurück. Gemäß dem Abkommen hat das Unternehmen sich verpflichtet, für 19 Jahre eine feste Menge Strom zu einem festen Preis zu verkaufen. Wenn der Windpark nicht genug Strom erzeugt, muss das Unternehmen das Defizit auf dem Strommarkt ausgleichen. Im letzten Jahr musste Markbygden Ett extrem hohe Preise für Ersatzstrom zahlen, wenn die eigenen Windkraftanlagen aufgrund von technischen Problemen oder Flauten stillstanden. Den erzeugten Strom verkaufte das Unternehmen dann an Hydro Energi zu einem wesentlich niedrigeren Preis. Zum 3. Quartal 2023 belaufen sich die Ansprüche von Hydro gegen Markbygden Ett AB wegen nicht geliefertem Strom in Höhe von 0,9 TWh seit Februar 2023 auf etwa 12 Millionen Euro. Hydro wird eine Entschädigung für die nicht gelieferten Mengen verlangen. Im November gab das Bezirksgericht Umeå in Schweden der Einleitung einer Unternehmensumstrukturierung statt.